# Cheryl Bentyne
Cheryl Bentyne (Mount Vernon, 17 de enero de 1954) es una cantante de jazz. Formó parte de The Manhattan Transfer.

## Inicios
Bentyne empezó a cantar a los 13 años con la banda de swing y Dixieland de su padre. A continuación se graduó en la Mount Vernon High School, prosiguiendo su formación en el Skagit Valley College donde estudió música y teatro. Se mudó a Seattle a mitad de los años 1970 y cantó con la John Holte's New Deal Rhythm Band, cuyo trombonista Gary McKaig la dio un álbum de The Manhattan Transfer. Tras cuatro años en Seattle, se trasladó a Los Ángeles.

## The Manhattan Transfer
Artículo principal: The Manhattan Transfer
En 1979 fue suplente de la cantante Laurel Massé, que dejó la banda tras un accidente de coche. Su primera aparición fue en el álbum Extensions (1979), con el que el grupo ganó su primer Grammy a la mejor interpretación de jazz fusión para una versión vocalese de la canción "Birdland" de Weather Report. Bentyne ganó diez Grammys con The Manhattan Transfer, incluyendo premios por su adaptación de "Another Night in Tunisia" con Bobby McFerrin y por escribir la canción "Sassy" para el álbum The Offbeat of Avenues.

## Carrera como solista
En esta etapa, su primer álbum, Something Cool (Columbia, 1992), fue producido por el trompetista Mark Isham y consistía en patrones tradicionales de pop y jazz. A continuación llegó Dreaming of Mister Porter (2000), un homenaje a Cole Porter; Talk of the Town (2004) con Kenny Barron, David "Fathead" Newman, Chuck Mangione; y Let Me Off Uptown (2005), un homenaje a Anita O'Day. Mientras aún formaba parte de The Manhattan Transfer, grabó el álbum Duets con el bajista Rob Wasserman. En 1991, colaboró con Mark Isham en una canción para la banda sonora de la película Pensamientos mortales.
Bentyne dejó la música en 2012 a causa de su enfermedad. Le estirparon el bazo y le diagnosticaron linfoma de Hodgkin. Margaret Dorn la sustituyó en The Manhattan Transfer. Al año de tratamiento estaba libre de cáncer y volvió a cantar.
En 2013, narró en una versión de audiolibro el supervendido Little Girl Blue, una biografía de la cantante Karen Carpenter. En 2014, fue juez y mentora de la Songbook Academy, un programa de verano para los estudiantes de high school llevado a cabo por la Great American Songbook Foundation, fundada por Michael Feinstein.

## Premios y menciones honoríficas
- Grammy a la mejor interpretación de jazz fusión, Vocal o Instrumental, "Birdland" (de Extensions), The Manhattan Transfer, 1980; "Until I Met You (Corner Pocket)" (de Mecca for Moderns), The Manhattan Transfer, 1981
- Grammy a la Mejor interpretación Vocal de Jazz, dúo o grupo, "Route 66" (de la banda sonora de Sharkey's Machine), The Manhattan Transfer, 1982; "Why Not!" (de Bodies and Souls), The Manhattan Transfer, 1983; Vocalese, The Manhattan Transfer, 1985
- Grammy a la Mejor interpretación Pop por un dúo o grupo, Brasil; The Manhattan Transfer, 1987; "The Boy from New York City" (de Mecca for Moderns), The Manhattan Transfer, 1981
- Grammy a la Mejor adaptación para Voces, "Another Night in Tunisia" (de Vocalese), Cheryl Bentyne y Bobby McFerrin, arreglistas, 1985
- Grammy a la Mejor interpretación Contemporánea de Jazz, "Sassy" (de The Offbeat of Avenues), The Manhattan Transfer, 1992
- Doctorado Honorario a la música, del Berklee College of Music, 1993
- Disco de oro, Swing Journal: Talk of the Town, 2003; Waltz for Debby, 2004; Songs of Our Time, 2008

## Discografía
- Something Cool (Columbia, 1992)
- Dreaming of Mister Porter (2000)
- Talk of The Town (Paddle Wheel, 2002)
- The Lights Still Burn (Paddle Wheel, 2003)
- Moonlight Serenade (King, 2003)
- Cheryl Bentyne Sings Waltz for Debby (Paddle Wheel, 2004)
- Let Me Off Uptown (Telarc, 2005)
- The Book of Love (Telarc, 2006)
- Songs of Our Time (Paddle Wheel, 2008)
- The Cole Porter Songbook (Paddle Wheel, 2009)
- The Gershwin Songbook (ArtistShare, 2010)
- West Coast Cool con Mark Winkler (Summit, 2013)
- ReArrangements of Shadows (ArtistShare, 2017)
- Eastern Standard Time con Mark Winkler (Café Pacific, 2018)